# Olbia Challenger
L'Olbia Challenger è un torneo professionistico di tennis giocato su campi all'aperto in cemento greenset per svolgere un ruolo determinante in vista degli Australian Open che si disputano sulla stessa superficie. Fa parte dell'ATP Challenger Tour. Si gioca annualmente al Tennis Club Terranova di Olbia in Italia.

## Albo d'oro

### Singolare
| Anno | Campione         | Finalista       | Punteggio |
| ---- | ---------------- | --------------- | --------- |
| 2024 | Martín Landaluce | Mattia Bellucci | 6–4, 6–4  |
| 2023 | Kyrian Jacquet   | Flavio Cobolli  | 6–3, 6–4  |

### Doppio
| Anno | Campioni                                | Finalisti                     | Punteggio        |
| ---- | --------------------------------------- | ----------------------------- | ---------------- |
| 2024 | Oleksii Krutykh Vitaliy Sachko          | Íñigo Cervantes David Pichler | 4–6, 6–1, [10–5] |
| 2023 | Rithvik Choudary Bollipalli Arjun Kadhe | Ivan Sabanov Matej Sabanov    | 6–1, 6–3         |